# Rita Sinon
Rita Sinon (1943 - 8 de maio de 1989) foi uma política das Seicheles nascida no Quénia que se tornou na primeira mulher Ministra das Seicheles quando foi nomeada Ministra do Interior em 19 de setembro de 1986.
Sinon foi uma confidente próxima de France-Albert René e trabalhou de perto durante os primeiros anos da república com Sylvette Frichot.